# Roskilde stift (före 1536)

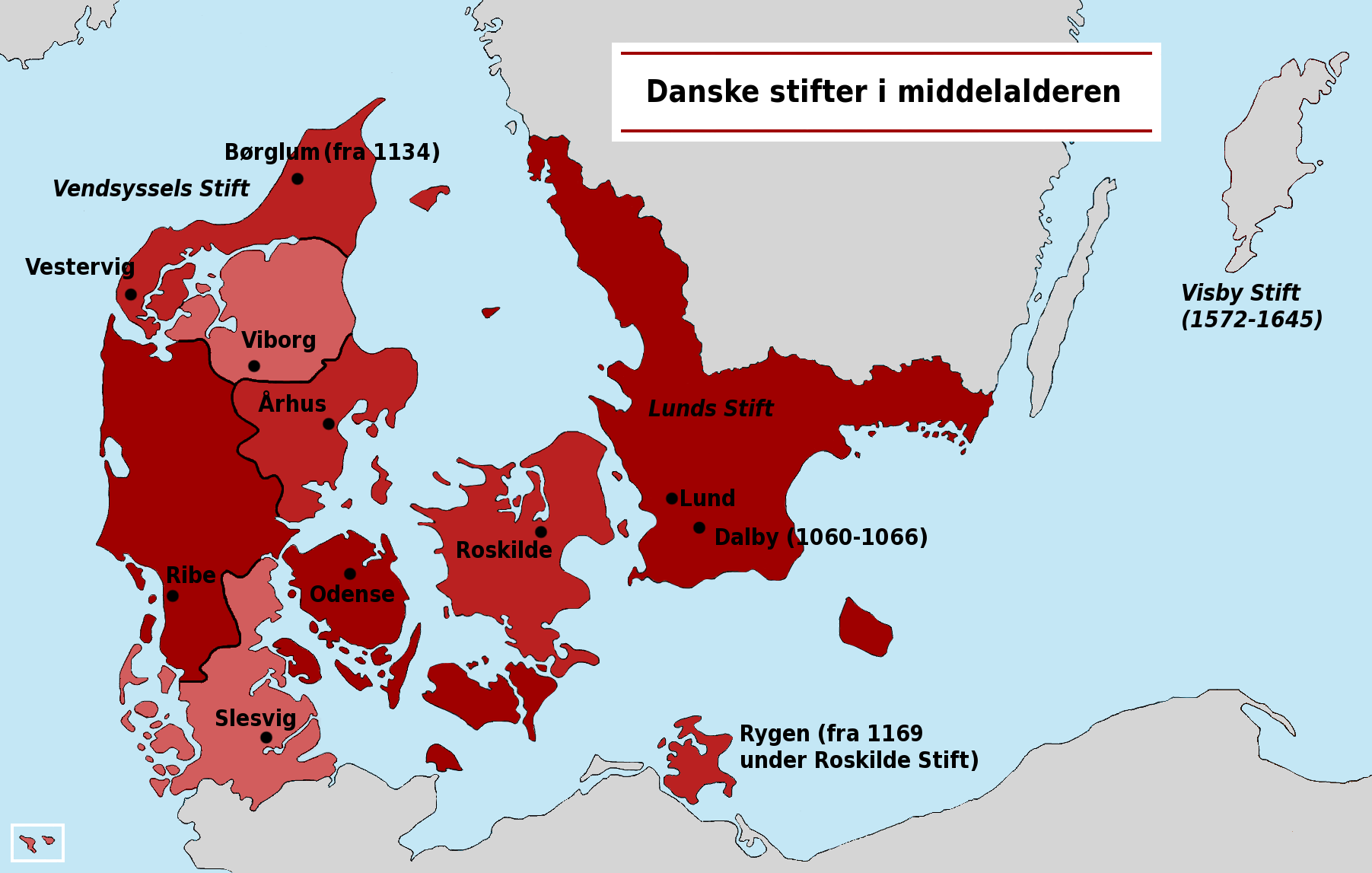
Danska stift under medeltiden

Roskilde Stift var ett danskt katolskt biskopsdöme, som blev etablerat före år 1022. Stiftets huvudområden var ursprungligen Skåne och Själland. Skåne delades dock mellan Dalby stift och Lunds stift redan år 1060.
Från 1168 var stiftets huvudområden Själland och Møn. Däremot hörde Lolland, Falster och Femern under Odense stift på Fyn. 
Under Reformationen år 1536 bytte stiftet namn till Själlands stift. Det nuvarande Roskilde stift upprättades 1922. 
Se även Biskopar i Roskilde stift.